# Praia Baixo
Praia Baixo é uma localidade cabo-verdiana piscatória, situado na freguesia de Nossa Senhora da Luz, conselho de São Domingos (Ilha de Santiago, Cabo Verde).
Com uma população de cerca de 1400 habitantes, constitui uma referência turística do conselho de São Domingos, com as suas belas praias e uma população conhecida pela sua  hospitalidade. Apresenta excelentes condições para pratica de desporto náuticos (surf, windsurf, mergulho, natação).
Em 2008 foi iniciada a construção da "Casa do Mar e das Tartarugas Marinhas" para a "Gestão Integrada de Tartarugas Marinhas na Ilha de Santiago", organizada pela Universidade do Algarve, Oceanário de Lisboa e Câmara Municipal de Lagoa